# Hornická stezka
Hornická stezka je historická cesta mezi Krupkou a Horní Krupkou v okrese Teplice. Od roku 1964 je chráněna jako kulturní památka a od roku 2014 je součástí krajinné památkové zóny Hornická kulturní krajina Krupka.
Cesta zpřístupňovala doly na úbočí Krušných hor a sloužila k dopravě vytěžené rudy. V jedné z opěrných zdí byly nalezeny kameny s letopočty 1756 a 1894, ale samotná cesta existovala už dříve. Vede údolím Krupského potoka okolo historických rýžovišť cínu. V dochovaném stavu má podobu lesní cesty tvořené udusanou hlínou. Souběžně s cestou je značena žlutá turistická trasa z Krupky na Komáří hůrku a dále do Dubí. Křižuje naučnou stezku Po stopách horníků.